# Blandskogsförnamal
Blandskogsförnamal, Hypatopa segnella är en fjärilsart som först beskrevs av Philipp Christoph Zeller 1873. Enligt Dyntaxa ingår Blandskogsförnamal i släktet Hypatopa men enligt Catalogue of Life är tillhörigheten istället släktet Blastobasis. Enligt båda källorna tillhör blandskogsförnamal  familjen förnamalar, Blastobasidae. Enligt den finländska rödlistan är arten sårbar i Finland. Arten är reproducerande i Sverige. Artens livsmiljö är naturlundskogar. Inga underarter finns listade i Catalogue of Life.